# Josef Schlickenrieder
Josef Schlickenrieder (né le 7 mai 1958 à Bad Tölz) est un joueur professionnel allemand de hockey sur glace.

## Carrière
Schlickenrieder commence sa carrière en 1980 au EHC 70 Munich en Bundesliga. Après deux ans au EV Füssen, il rejoint en 1983 le Mannheimer ERC. Avec cette équipe, en six saisons et 433 matches, il devient trois fois vice-champion. Il est sélectionné dans l'équipe d'Allemagne de hockey sur glace avec laquelle il dispute trois championnats du monde et aux Jeux olympiques d'hiver de 1988 à Calgary. En 1993, il arrive au EC Hannover Indians en 2. Bundesliga et qui accède la saison suivante en DEL, le nouveau championnat professionnel allemand. En 1996, il part pour l'EC Bad Nauheim en 2. Bundesliga. 
En 1998, il met fin à sa carrière et devient l'entraîneur du EC Bad Tölz. Il entraînera aussi en tant qu'assistant les München Barons qui deviendront les Hamburg Freezers. Après en avoir été l'entraîneur assistant, il devient en avril 2008 le manager des Eisbären Regensburg. En 2009 et 2010, il entraîne l'équipe des jeunes du TEV Miesbach. En octobre 2011, il entraîne l'équipe professionnelle qui joue dans la ligue de Bavière. Il quitte le club après une saison.